# 林口駅 (黒竜江省)
林口駅（りんこうえき）は中華人民共和国黒竜江省牡丹江市林口県林口鎮に位置する林密線及び図佳線の駅。三等駅。

## 歴史
- 1936年：満洲国鉄の駅として開業 [2][3][4]。

## 駅周辺
- 中国建設銀行林口駅前支店(林口站前分理处)
- 碧海藍天購物広場
- 中国農業銀行林口支行
- 林口県林口地税局
- 林口県交通局
- 林口県図書館
- 百恵商務賓館
- 中国郵政儲蓄銀行駅前大街支行(站前大街支行)

## 参考資料
1. ↑  “林口火车站介绍”. 2016年8月1日時点のオリジナルよりアーカイブ。2016年7月4日閲覧。
2. ↑  南満州鉄道株式会社全路線 図佳線
3. ↑  南満州鉄道株式会社全路線 虎林線
4. ↑  黑龙江牡丹江市林口县历史沿革